# Anton van Eyk
Anton van Eyk (* 9. Dezember 1911 in Kaldenkirchen; † 19. Januar 2004 in Nettetal) war ein deutscher Künstler und Keramiker.

## Leben
1911 wurde Anton van Eyk als Niederländer in Kaldenkirchen geboren. Sein Vater Anton van Eyk (1870–1936) erwarb und führte ab 1921 die stillgelegten Union Tonwerke in Bracht als Falzziegel-Fabrik. Nach dem Abitur 1931 begann er das Studium der Bildhauerei, das ihn nach Den Haag, Paris und München führte. Von 1935 bis 1938 absolvierte er ein Keramikstudium in Dresden und arbeitete danach in einem keramischen Betrieb in Bischofswerda, wo er die Künstlerin Dorothea Fischer (1912–1995) kennenlernte, die er 1939 heiratete. Dorothea (auch Dorle) war durch ihre Ausbildung in einem Textil-Entwurfsatelier und Zeichenunterricht vorgebildet und 1934 Mitbegründerin der Werkstätten Hentschel und Fischer in Größschönau, in denen Handwerker aus der Lausitz Schachteln, Möbel und Braunsteinzeug und Geschirr mit regionaltypischer Bemalung fertigten. Ab 1935 arbeitete sie in ihrem eigenen Atelier in Zittau als Vergolderin, Batikerin, und schuf gestickte Wandbehänge und Holzspandosen.
Ab 1940 entstanden die ersten künstlerischen Arbeiten. Im Zweiten Weltkrieg wurde van Eyk vorübergehend wegen angeblicher Hilfe für Kriegsfeinde inhaftiert, konnte jedoch nach seiner Entlassung mit seiner Frau in die ehemalige Tschechoslowakei fliehen. Nach Kriegsende betrieb das Ehepaar einen keramischen Betrieb in Elstra mit Steinzeug in kleiner Serie sowie bestickten Wandbehänge und Tischdecken, wurde jedoch schon bald von den russischen Besatzern der Spionage verdächtigt und floh 1948 nach Berlin, wo Anton van Eyk in einer keramischen Fabrik für die Firma Delfter Blau in Nijmegen Arbeit fand.
1950 zogen Anton und Dorle van Eyk nach Amsterdam, eröffneten ein Atelier und waren mit ihren Terra-sigillata-Produkten zunächst sehr erfolgreich. Da sie dem Druck der Konkurrenz nicht lange standhalten konnten, zogen sie 1955 nach Leuth in die Nähe des Familienbetriebs und produzierten kleine Serien von hoher Qualität und ausgefallenem Design. Formen und Glasuren schuf von Eyk, die Dekore seine Frau. 1958 kaufte van Eyk ein 22.500 Quadratmeter großes Grundstück am Südrand des ehemaligen Nachtjagdflughafens Venlo in Nettetal-Leuth, auf dem das Paar ab 1976 bewusst naturverbunden und spartanisch in einem Wohnwagen lebte und sich der künstlerischen Arbeit widmete. Dorothea van Eyk gestaltete behutsam Teile des Geländes zu parkartigen Bereichen, in denen sich Skulpturen in die Natur einfügen. Nach ihrem Tod im Jahr 1995 blieb Anton van Eyk zunächst in seinem Wohnwagen wohnen, bis er mit Hilfe seiner Nachbarn einen festen Wohnraum im alten Flugzeughangar auf dem Leuther Gelände erhielt. 2004 verstarb Anton van Eyk. Um seinen Nachlass zu bewahren, wurde 2009 in eine verfallende Wärmehalle des ehemaligen Fliegerhorstes ein modernes Ateliergebäude aus Backstein mit einer korrodierenden Cortenstahl-Konstruktion am Eingang als Ort des künstlerischen Schaffens integriert, in dem auch Workshops und Ausstellungen von Gastkünstlern stattfinden.

## Werke

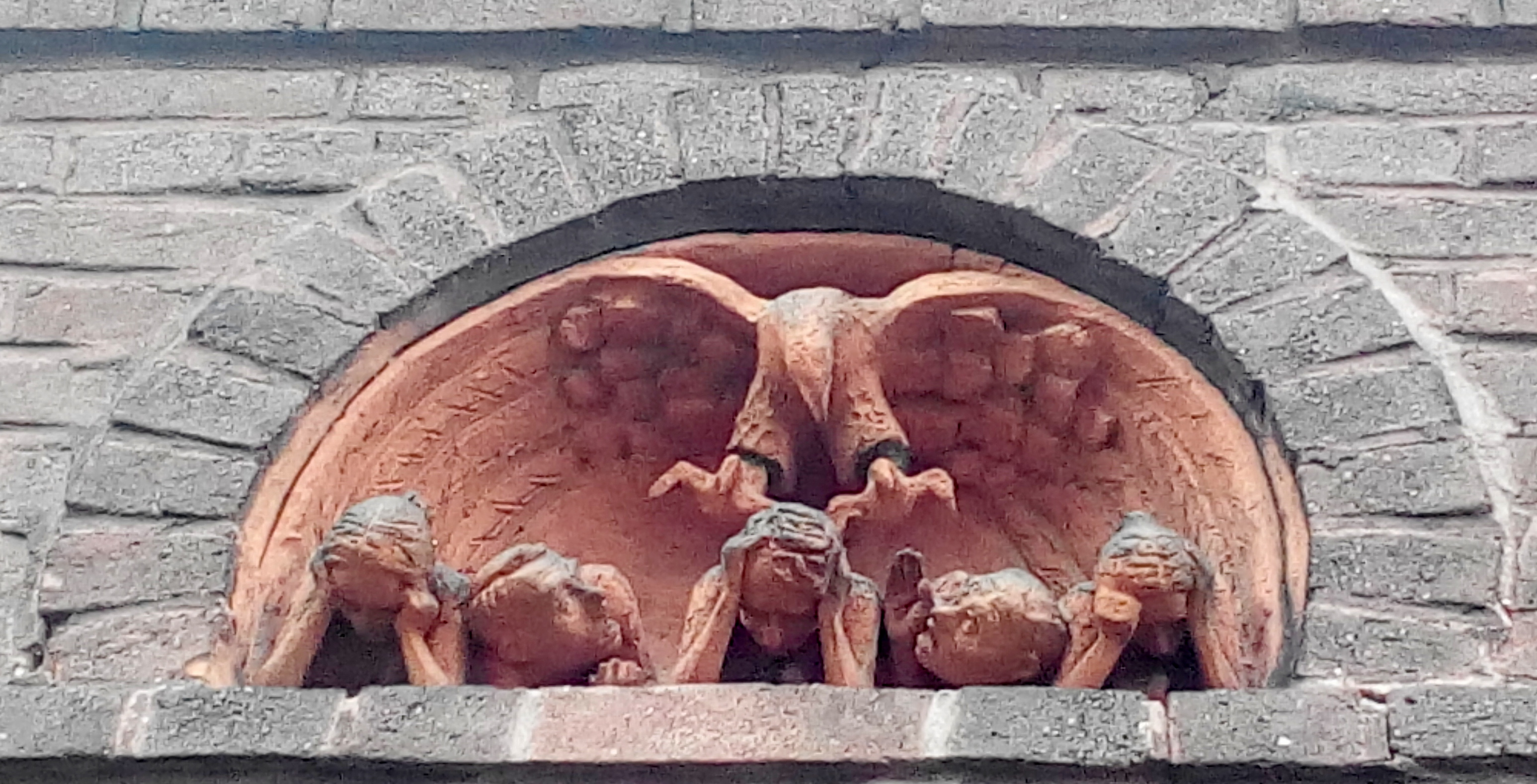
Altes Pfarrheim St. Mariä Himmelfahrt in Bracht, Mittelteil, Plastik von Anton van Eyk (Vergrößerung – Hitler-Persiflage)

Schon während seines Studiums schuf van Eyk eine Reihe von figürlichen Plastiken, die seinen professionellen und sensiblen Umgang mit dem Ton zeigen. In den 1950er Jahren stellte er Terra sigillata her, glänzend rot überzogene Gefäße, die mit dem Siegel des Herstellers versehen sind.
1997 entstand ein Denkmal für die Opfer des Nationalsozialismus, das als Plastik der „Mahnung und Erinnerung“ das Schicksal des jüdischen Ehepaars Hoffmann darstellt und von 1998 bis 2004 auf dem Gelände in Elstra aufgestellt war, wo das Ehepaar gelebt hat. Obwohl Anton van Eyk diese Arbeit sowie ihre Aufstellung aus eigenen Mitteln finanzierte, musste er gegen viele Widerstände ankämpfen, denn niemand, weder Politiker noch politisch engagierte Gruppen wie der Verein Gegen Vergessen – Für Demokratie, dem van Eyk angehörte, waren bereit, sich für die Aufstellung der Plastik einzusetzen. „Sie repräsentiert eine Auffassung van Eyks über Kunst, die sich durch seine späteren freien Arbeiten zieht: seine Plastiken halten den Menschen einen Spiegel vor, in dem sich auch das Hässliche, das Leid, die „Unkultur“ widerspiegeln darf.“ Die Plastik besteht aus Beton, der mit eingefärbtem Polyurethan überzogen ist und befindet sich heute auf dem Grundstück in Leuth, neben anderen großformatigen Skulpturen aus seiner Schaffenszeit, Wandbehängen, Tischdecken, verzierten Spandosen und Glasperlenschmuck von Dorle van Eyk sowie  einer Sammlung an Kleinkeramik aus den 1950er und 1960er Jahren des Ehepaars. „Es sind fantasiereiche, qualitätsvolle Keramiken, Vasen, Schalen, Töpfe, Ascher etc., deren zeitloser Charme erstaunlich ist“.

## Ausstellungen
Das Leipziger Grassimuseum stellte 1999 anlässlich seines 125-jährigen Bestehens Keramiken Eyks und Wandbehänge seiner Frau Dorothea aus. Über viele Jahre waren beide regelmäßig auf der Grassimesse mit Beispielen ihrer kunsthandwerklichen Arbeiten vertreten. Die Ausstellung zur Keramik der 1950er Jahre im Kreismuseum Zons zeigte 2008 Werke von Eyk. 2014 wurden seine Keramiken im Töpfereimuseum Langerwehe ausgestellt und im September 2017 in der Krefelder Galerie emilith.
Einige Krüge und Kannen befinden sich im Besitz des Museums für Sächsische Volkskunst in Dresden.